# Mesochorus errabundus
Mesochorus errabundus là một loài tò vò trong họ Ichneumonidae.